# Арыкан, Окьянус
Окьянус Арыкан (тур. Okyanus Arıkan; род. 8 июля 2004, Измир) — турецкая яхтсменка, выступающая в классе 470. Участница летних Олимпийских игр 2020 года в Токио.

## Биография
Окьянус Арыкан родилась в Измире 8 июля 2004 года. Она начала заниматься парусным спортом с шести лет, а с восьми лет приняла участие в гонках.

## Карьера
Уже в возрасте десяти лет её приняли в национальную сборную Турции по парусному спорту. Таким образом, Окьянус стала самой молодой представительницей национальной сборной Турции. Она выиграла несколько соревнований национального и международного уровня. Первоначально она соревновалась в классе Оптимист, распространённом среди молодых яхтсменов. Затем Окьянус Арыкан стала выступать в олимпийском классе 470. Она является членом парусного клуба «ARM Urla», который находится в городе Урла рядом с Измиром.
На чемпионате мира в июле 2019 года в классе Оптимист, Окьянус Арыкан заняла третье место, завершив турнир с 232 очками. Турнир проходил в Антигуа и Барбуде.
Она получила право представлять сборную Турции на летних Олимпийских играх 2020 года в женском классе 470. Её партнёршей стала Бесте Кайнакчы. Турция впервые примет участие в этой дисциплине на Олимпийских играх.
На чемпионате мира 2021 года Кайнакчы и Арыкан заняли 22-е место. В мае перед Олимпиадой Окьянус Арыкан и Бесте Кайнакчы приняли участие на чемпионате Европы в Португалии и заняли одиннадцатое место, при этом неудачным оказались первые три гонки, в которых турецкие яхтсменки занимали места в нижней половине таблицы. Нестабильность выступлений не позволила им войти в десятку для участия в медальной гонке.